# نریمانی سفلی
نریمانی سفلی، روستایی از توابع بخش رضویه شهرستان مشهد در استان خراسان رضوی ایران است.

## جمعیت
این روستا در دهستان آبروان قرار دارد و براساس سرشماری مرکز آمار ایران در سال ۱۳۸۵، جمعیت آن ۲٬۵۱۲ نفر (۵۳۹خانوار) بوده‌است.
روستای نریمانی واقع در بخش رضویه  دهستان آبروان شهرستان مشهد در استان خراسان رضوی است
این روستا در فاصله ۶۰ کیلومتری از مشهد قرار دارد و این روستا با جمعیت حدود ۱۵۰۰ خانوار یکی از بزرگترین روستاهای منطقه می‌باشد. روستا دارای امکانات اب لوله کشی، برق، گاز، تلفن، نانوایی، مخابرات، مرکزبهداشتی درمانی، پست بانک، و... می‌باشد. روستا به دو قسمت سفلی و علیا تقسیم می‌شود که در قسمت سفلی اهل تشیع و در قسمت علیا اهل تسنن ساکن می‌باشند.
قسمت قابل توجهی از جمعیت این روستا نوادگانی مهاجرانی هستند که در زمان قحطی از کرمان به خراسان بزرگ آمدند.
نشانی و آدرس: استان خراسان رضوی، شهرستان مشهد، بخش رضویه، دهستان آبروان، روستای نریمانی
محصولات روستا
در بخش کشاورزی می‌توان به محصولاتی نظیر گندم، جو، ذرت، چغندر قند، پسته، خربزه، هنوانه، و... اشاره کرد
در بخش دامداری می‌توان به شیرمحلی، ماست، کره، گوشت، کشک، و... اشاره کرد
همچنین در سال‌های اخیر با ایجاد چند مرغداری بزرگ تولید گوشت مرغ به  سبد تولیدات روستا اضافه شده‌است.
اقتصاد روستا
مردم روستا از راه دامداری و کشاورزی امرار معاش می‌کنند. بخش دامداری روستا عموماً از طریق گله داری اداره می‌شود و عموماً از بخش کشاورزی روستا به تغذیه دام‌های خود می‌پردازند. کشاورزی روستا به کشت ابی و دیم اختصاص دارد که بخش کشاورزی ابی از چاه‌های مجاور روستا تغذیه می‌شود و بخش دیم ان نیز از اب باران تغذیه می‌کند